# Istituto nazionale per l'assicurazione contro le malattie
L'Istituto nazionale per l'assicurazione contro le malattie (in acronimo INAM) è stato un ente pubblico italiano al quale era affidata la gestione dell'assicurazione obbligatoria per provvedere, in caso di malattia dei lavoratori e dei loro familiari, alle cure mediche e ospedaliere.

## Storia
Fu istituito durante il  governo Mussolini con regio decreto dell'11 gennaio 1943 n. 138, con il nome di Ente mutualità fascista - Istituto per l'assistenza di malattia ai lavoratori, e assunse la denominazione di Istituto Nazionale per l'Assicurazione contro le Malattie con il Decreto legislativo del capo provvisorio dello Stato del 13 maggio 1947, n. 435.
Nel 1977 l'ente è stato sciolto a seguito della nascita del servizio sanitario nazionale e da allora i contributi obbligatori, pagati dai lavoratori e dai datori di lavoro, sono gestiti dall'INPS.